# 김호정 (성우)
김호정(hojung kim)은 대한민국의 성우이다. 1993년 EBS 성우 13기로 입사했다.
교육방송 성우극회 소속.

## 주요 출연작품

### 애니메이션
- 그리스 로마 신화 전설의 수호자들 (EBS) - 폴루데우케스
- 꼬마돼지 피글리의 모험 (EBS) - 돈 아저씨
- 니코의 세상 (EBS) - 윌리
- 당근소년 헨리 (EBS) - 토니
- 믹과 맥의 축구이야기 (EBS)
- 베리 배리 크리스마스 (EBS) - 경찰
- 별난 가족 힐 (EBS) - 붐 바우어
- 산타마을 친구들 (EBS) - 루돌프
- 샐러리맨 딜버트 (EBS) - 하워드
- 스타게이트 (EBS) - 무글로트
- 심슨 가족 (EBS)
- 오스카 음악대 (EBS)
- 요절복통 탈리스의 모험 (EBS) - 빈 순경
- 우바우바 마수필라미 (EBS)
- 캣피시 블루스 (EBS) - 아이크
- 컸다! 러그래츠 (EBS) - 하워드, 션
- 플랜더스의 개 (EBS)

### 영화
- 늑대소녀 살라 (EBS) - 앤티 (카리-페카 토이보넨)
- 쥬만지 (EBS) - 앨랜의 아버지(조나단 하이드)
- 레슬링 소년 제이스 (EBS)
- 마법의 나무 (EBS)
- 말괄량이 삐삐 (EBS)
- 울트라맨 다이너 (대교방송)

### 외화
- 마담 퐁파두르 (EBS) - 모르파
- 사랑의 마을 에버우드 (EBS)
- 울트라맨 다이너 (어린이TV)
- SBS 외화 다수

### 방송
- 달려라! 도라라 (EBS)
- 과학다큐 2000
- 교사의 시간 (EBS)
- 성지 순례
- 직업의 세계 (EBS)
- 움직이는 세계
- 설악산 산사나이
- 교황 바로 알기
- 월드 리포트
- 이달의 문화인물
- 토마스 에디슨
- 풍류의 멋의 찾아서

### 라디오 드라마
- 교과서를 품은 드라마 한국사 (EBS FM)
- 100부작 코리안 미러클(EBS FM)(박정희대통령역)
- 라디오 문학관 해설 - 황혼, 머나먼 쏭바강
- 라다오 문학관 연기 - 고래뱃속에서, 암사지도
- 국군방송 - 라디오드라마

### 광고
- 현대자동차 스타렉스
- 원주시 캠페인
- 이천시 캠페인
- 유한킴벌리
- 삼성 엔지니어 링
- 인하대학교
- 산림 국립원
- 삼보 주택 건설
- 한라건설 한라 비발디
- 쌍용 리모델링 전시회
- 무궁화 꽃이 피었습니다(영화)
- 인천 직할시 의정 활동 홍보
- 민주 노동당 총선 후보 홍보 해설
- 6월 호국의 달 캠패인

### 기타
- '98,99" 학년도 수능영역 듣기평가
- 삼성영상사업단(제일기획) - 기획프로
- KT(국립영상) - 이달의 문화인물
- 국민은행 사내방송
- 주택은행 사내방송
- SK 사내방송